# ادسکیپ
ادسکیپ (انگلیسی: Adscape) شرکت تبلیغات آمریکایی است، که در سال ۲۰۰۶ تأسیس شد.